# Qikirtajuaq Island
Qikirtajuaq Island (franska: Île Qikirtajuaq) är en ö i Kanada.   Den ligger i territoriet Nunavut, i den östra delen av landet, 1 500 km norr om huvudstaden Ottawa. Arean är 53 kvadratkilometer.
Terrängen på Qikirtajuaq Island är platt. Öns högsta punkt är 71 meter över havet. Den sträcker sig 11,8 kilometer i nord-sydlig riktning, och 9,5 kilometer i öst-västlig riktning.
Trakten runt Qikirtajuaq Island är nära nog obefolkad, med mindre än två invånare per kvadratkilometer.